# Richard Ott (Pädagoge)
Richard Ott (* 1908 in Chojnów, Niederschlesien, deutsch: Haynau; † 1974 in Peißenberg, Oberbayern) war ein deutscher Kunstlehrer, Reformpädagoge und Maler.
In der Nachkriegszeit fand Richard Ott mit seinen kunstpädagogischen Vorstellungen eine gewisse Beachtung über die Fachkreise der Kunsterzieher und Reformpädagogen hinaus. Ott veröffentlichte zum Beispiel in der Zeit. Der Spiegel berichtete über ihn, wenn auch nicht sehr vorteilhaft.
Das Hauptwerk von Richard Ott ist Urbild der Seele. In ihm, wie in allen weiteren Schriften, trat er für eine freie, kreative Selbstentfaltung des Kindes in seinem künstlerischen Schaffen ein.

## Leben und Wirken
Richard Ott wurde 1908 in Markranstädt bei Leipzig geboren. Die Schul- und Jugendzeit verbrachte er im niederschlesischen Chojnów (deutsch: Haynau), wo sein Vater als Bürgermeister gewählt worden war.
Ab 1928 besuchte Richard Ott die Kunstakademie in Breslau, wo unter anderem Otto Mueller und Oskar Schlemmer lehrten. Seine Dienststelle mit dem bestandenen Examen als Kunstlehrer war die Karl-Marx-Schule in Berlin. Nach deren Schließung im Jahre 1934 wechselte der Kunstlehrer im Dienstgrad des Studienassessors rund zwei Dutzend Mal die Schule, immer spätestens nach einem halben Jahr. „Politische Unzuverlässigkeit“ und unkonventionelle Unterrichtsmethoden waren die Gründe.
Nach dem Krieg verschlug es Richard Ott nach München. Eine Lehrerstelle erhielt er dort aber nicht, so dass er sich wieder der Malerei und verschiedenen Projekten widmete. Zu den Vorhaben, die Ott startete, gehörten ein „Museum für kindliche Kunst“, eingerichtet in seinem Münchener Atelier und bestehend aus 12.000 Kinderzeichnungen, und ein nie realisiertes „Institut zur Erforschung der Ur- und Frühformen des künstlerischen Ausdrucks“. Mit Künstlern wie Fritz Kortner und Walter Kiaulehn war Ende der 1940er Jahre die Gründung einer „Freien Akademie“ beabsichtigt, die allerdings ebenfalls nicht realisiert wurde.
1952 fand der Name des Reformpädagogen noch einmal ein wenig Aufmerksamkeit in der Literaturszene, als Alfred Andersch das „Amerikanische Tagebuch des Richard Ott“ in die ersten sechs Ausgaben des „studio frankfurt“ der Frankfurter Verlagsanstalt aufnahm.
Richard Ott zog sich aus München in den oberbayrischen Ort Peißenberg zurück, wo er 1974 verstarb.

## Pädagogische Vorstellungen
Den herkömmlichen schulischen Kunstunterricht lehnte Richard Ott als „verkümmert“, „spießig“ und „Folter“ ab. Die noch vorhandene kindliche Unbefangenheit und Natürlichkeit kämen im bestehenden Schulsystem nicht zur Geltung. In der Manier der später so genannten antiautoritären Erziehung forderte er, den Mal- und Zeichenunterricht durch Bildende Künstler sowie durch Kinder selbst durchführen zu lassen. Entscheidend sei immer „des Kindes gegenwärtiges Glück“.
Richard Ott sah ein kommendes „Weltzeitalters der Kunst“, in dem der Künstler der dominierende Menschentyp sein werde und nicht mehr die „verhärteten Menschen des 20. Jahrhunderts“.
Kritiker bemängelten eine „einseitig gelenkte Entwicklung des Faches Kunsterziehung nach der Seite des Expressiven hin“.

## Werke (Auswahl)
- Ott, Richard: Urbild der Seele. Bergen: Müller & Kiepenheuer 1949.

- Ott, Richard: Kunstunterricht ohne Klischee. In: Nürnberger Zeitung, 8. Oktober 1951.

- Ott, Richard: Kinder und Künstler. Erfahrungen mit malenden Schülern. In: Die Zeit, 26/1953.

- Ott, Richard: Das amerikanische Tagebuch des Richard Ott. studio frankfurt 2. Frankfurt: Frankfurter Verlagsanstalt 1952.